# Domnall de Strathclyde
 Domnall ou Dyfnwal VI de Strathclyde (Langues brittoniques : Dyfnwal; gaélique : Domnall, anglais: Donald) est un souverain du  royaume de Strathclyde du début du Xe siècle.

## Origine

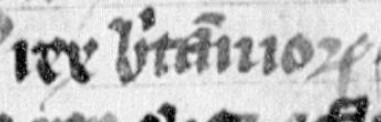
Titre de Dyfnwal dans le Manuscrit de Poppleton, XIVe siècle, Paris, Bibliothèque Nationale, Ms Latin 4126 : rex Britanniorum.

Domnall ou Dyfnwall est souvent nommé  Domnall mac Áeda (gaélique : Domhnall mac Aoidh) du fait d'une lecture de la  Chronique des Rois d'Alba qui relève entre 908 et 916 : 
« moritui sunt in tempore huius Doneualdus rex Britonniorum et Dunevaldus filius Ede elig.  »
Ce passage est habituellement interprété comme  « Domnall, roi des  Britons meurt  et Domnall mac Áeda est élu ».  Le terme crucial est  le mot  elig, habituellement considéré comme une abréviation de  « eligitur » (i.e:  élu). 
En 1988 Benjamin Hudson a contesté cette lecture et avancé l'argument que  elig signifie en fait  Aileach,  comprenant que le passage se réfère à  la mort de  Domnall mac Áeda, Roi d'Ailech par ailleurs relevée dans une entrée des  Annales d'Ulster en 915.
Depuis le XVIIIe siècle en passant par  William Forbes Skene jusqu'à  Alan Orr Anderson, Marjorie Ogilvie  Anderson et même Alan MacQuarrie au XXe siècle, eligitur a été retenu comme l'interprétation habituelle,  et le passage est censé indiquer que Dyfnwal était le fils Áed, et  un frère  par ailleurs inconnu de Constantin II d'Écosse  (i.e: Causantín mac Áeda), que ce même Constantin aurait établi en Strathclyde en en faisant son Héritier présomptif ou Taniste selon le système développé par Alfred P. Smyth.
Toutefois plus récemment Dauvit Broun suivi par Alex Woolf ont apporté leur soutien à  la thèse de Benjamin Hudson, mais la communauté des historiens demeure encore très divisée sur ce sujet Domnall/Dyfnwall V est dans ce contexte sans doute le père et prédécesseur d'Owen Ier de Strathclyde.